# National African American Gun Association
A National African American Gun Association Inc. (NAAGA) é uma organização que promove o direito de manter e portar armas entre os afro-americanos nos Estados Unidos.
A NAAGA tem mais de 45.000 membros, mais de 75 seções nos Estados Unidos e cresceu significativamente em reação às mortes de negros. Muitos ficaram surpresos com a popularidade da NAAGA, incluindo seus fundadores. A organização foi fundada por Phillip Smith em 2015.

## Histórico
Philip Smith fundou a NAAGA em fevereiro de 2015 em homenagem ao "Black History Month". Seu objetivo era educar os negros americanos sobre o uso e posse de armas. Os organizadores afirmam que a NAAGA é uma organização de direitos civis que "visa construir uma comunidade e promover a autoproteção". Smith fundou a NAAGA em resposta à discriminação percebida na National Rifle Association (NRA).
De 2015 a 2020, a organização cresceu para mais de 45.000 membros, com 75 seções em vários Estados, e espera-se que abra mais 25 no próximo ano. O número de membros aumentou pela primeira vez quando Donald Trump foi eleito presidente. Smith atribuiu parte do crescimento a "um clima político onde as pessoas com pontos de vista racistas se sentem encorajados a falar e agir de acordo com esses pontos de vista".
O vice-presidente da filial de Kansas City, Missouri, Eric Sanders, é certificado em porte velado e disse "temos um grande grupo que está entrando na organização, e 60-70% são mulheres agora".
Após a morte de Philando Castile, a NAAGA condenou imediatamente o ocorrido, enquanto a NRA não.